# Když se ztratíš v temnotě
Když se ztratíš v temnotě (v anglickém originále When You're Lost in the Darkness) je 1. díl 1. řady amerického postapokalyptického seriálu The Last of Us. Scénář k dílu napsali tvůrci seriálu Craig Mazin a Neil Druckmann a díl režíroval Mazin. Díl měl premiéru dne 15. ledna 2023 na stanici HBO a streamovací platformě HBO Max. Díl představuje postavu Joela (Pedro Pascal) a jeho dceru Sarah (Nico Parker) během chaosu vypuknutí celosvětové pandemie způsobené houbovou infekcí, která mění své oběti ve stvoření podobná zombie. O dvacet let později se Joel a jeho pašerácká partnerka Tess (Anna Torv) vydávají hledat Joelova bratra Tommyho (Gabriel Luna) a mají za úkol propašovat mladou Ellie (Bella Ramsey) napříč Spojenými státy výměnou za zásoby.
Původní režisér epizody, Johan Renck, z projektu odstoupil kvůli pandemii covidu-19. Jeho nástupce Kantemir Balagov projekt opustil kvůli tvůrčím rozdílům a byl nahrazen Mazinem. Díl byl původně napsán jako dvě epizody, které byly spojeny, protože vedoucí pracovníci HBO cítili, že původní první epizoda nebude nutit diváky, aby se příští týden vrátili. Mazin a Druckmann napsali další scény, aby rozšířili svět a umožnili divákům vcítit se do jeho postav. Natáčení seriálu začalo v Calgary v Albertě v červenci 2021. 
Epizoda se setkala s ohlasem kritiků, kteří vyzdvihovali scénář, režii a herecké výkony Pascala, Ramsey, Parker a Torv. První den díl zhlédlo 4,7 milionu diváků a během dvou měsíců počet vyšplhal k téměř 40 milionům divákům. Epizoda získala cenu za nejlepší mix zvuku a střih zvuku na 75. ročníku udílení cen Emmy.

## Děj
V talk show v roce 1968 epidemiologové Newman (John Hannah) a Schoenheist (Christopher Heyerdahl) diskutují o potenciálu globální pandemie. Newman tvrdí, že houby jsou vážnou hrozbou vzhledem k nedostatku preventivní léčby. Schoenheist poukazuje na nemožnost plísňové infekce u lidí kvůli neschopnosti hub přežít tělesné teplo. Newman souhlasí, ale poznamenává, že by se houby mohly vyvinout, aby překonaly tuto slabost, v důsledku oteplování planety, v tomto okamžiku by lidstvo nepřežilo.
V roce 2003 se v texaském Austinu uprostřed noci probudí 14letá Sarah (Nico Parker) a zjistí, že její sousedy napadlo stvoření, kdysi senilní žena. Její otec Joel (Pedro Pascal) se vrací domů se svým bratrem Tommym (Gabriel Luna) a stvoření zabije. Zatímco Joel, Tommy a Sarah prchají davy, trosky z havarovaného letadla převrhnou Tommyho auto. Joel utíká a nese zraněnou Sarah, ale je zahnán do kouta vojákem, který na ně střílí. Tommy zabije vojáka, ale Sarah je smrtelně zraněna a umírá v Joelově náručí.
O dvacet let později, v roce 2023, poté, co globální pandemie houbové infekce zničila lidskou civilizaci, žije Joel ve vojenské karanténní zóně v Bostonu ve státě Massachusetts, kterou spravuje Federální agentura pro reakci na katastrofy (FEDRA). Se svou partnerkou Tess (Anna Torv) pašují a prodávají kontraband. Joel plánuje odjet do Wyomingu hledat Tommyho, se kterým ztratil kontakt. Čtrnáctiletá Ellie (Bella Ramsey) je držena organizací Fireflies, odbojovou skupinou proti FEDŘE. Jejich vůdkyně Marlene (Merle Dandridge) odhaluje, že Ellie umístila jako dítě do vojenské školy FEDRA kvůli její ochraně, ale nyní ji plánuje přepravit na západ.
Joel a Tess koupí autobaterii od Roberta (Brendan Fletcher), ale když ji prodají organizaci Světlonošů, dostanou se do sporu. Zjišťují, že dohoda selhala a Robert a většina členů Světlonošů jsou mrtví. Marlene prosí Joela a Tess, aby vzali Ellie do Massachusetts State House výměnou za zásoby; ti návrh přijímají. Trojice čeká s odjezdem do noci. Jsou chyceni vojákem a nuceni podřídit se infekční kontrole. Ellie bodne vojáka do nohy. Hrozí, že Ellie zastřelí, což Joelovi připomene smrt Sarah a ubije vojáka k smrti. Sken Ellie se ukáže jako pozitivní, ale ona přísahá, že není nakažená, protože byla kousnuta před týdny. Joel, Tess a Ellie vstupují do oblasti biologické kontaminace v bostonské obchodní čtvrti, aby utekli pronásledujícím vojákům.

## Produkce

### Casting a postavy
Casting probíhal virtuálně přes síť Zoom kvůli pandemii covidu-19. Pascal a Ramsey byli obsazeni jako Joel a Ellie dne 10. února 2021. Producenti hledali především herce, kteří by dokázali ztělesnit Joela a Ellie a napodobit jejich vztah. Pascal a Ramsey se před začátkem natáčení nesetkali, ale zjistili, že mají mezi sebou chemii, která se v průběhu natáčení vyvinula. Pascal byl obsazen jako Joel díky své schopnosti ztvárnit tvrdou, mučenou a zranitelnou postavu, která potlačuje své emoce, dokud to není nutné. Pascal, který nehraje hry, sledoval svého synovce, jak hraje začátek první hry, protože mu chybělo umění hrát ji sám. Zjistil, že Joel je „tak působivý“, ale měl obavy z přesného napodobování her, místo toho se rozhodl „vytvořit zdravý odstup“ a umožnit tvůrcům rozhodnout o charakteristice jeho postavy. Pro roli Ellie bylo zvažováno více než 100 herců; producent hledal umělce, který by dokázal ztvárnit vynalézavou, svéráznou a potenciálně násilnickou postavu. Ramsey bylo doporučeno, aby hru po konkurzu nehrála, aby se vyhnula replikaci původního výkonu, místo toho se podíval na nějakou hru na YouTube, aby „získala cit“. Ramsey, která je Angličanka, se pro roli naučila americký přízvuk.
Obsazení Parker do role Sarah bylo oznámeno dne 30. června 2021. Parker sledovala videa ze hry roky předtím, než získala tuto roli. Chtěla se „držet dál od herní verze“ a poskytnout svou vlastní interpretaci postavy; cítila strach ze ztvárnění smrti Sarah kvůli jejímu dopadu na hru. Parker a Pascal si smrt Sarah zkoušeli málo, protože si chtěli ten pocit „vychutnat“.  Pascal pocítil okamžité pouto s Parker, s níž natáčel scény jako první. Obsazení Luny do role Tommyho bylo oznámeno dne 15. dubna 2021. Byl pro roli nadšený, protože žil v Austinu v Texasu přibližně ve stejnou dobu, kdy se odehrával děj seriálu. Luna se k roli postavil podobně jako k životopisnému filmu, protože Tommy měl pro fanoušky této hry desetiletou historii a rozhodl se přenést prvky původního Pierceova vystoupení, které považoval za důležité pro sebe i fanoušky. Dne 27. května 2021 bylo potvrzeno, že si Dandridge zopakuje svou roli Marlene z videoher. Obsazení Torv do role Tess bylo oznámeno dne 22. července.

### Kritické ohlasy
Na agregátoru recenzí Rotten Tomatoes získal díl „Long, Long Time“ hodnocení 100 % na základě 40 recenzí s průměrným hodnocením 9,1/10. Kritický konsenzus webu uvedl, že se jedná o „strašidelnou premiéra, která nesmírně těží z roztomilého účinkování Nico Parker.“ Kritici chválili herecké výkony, především od Pascala, Ramsey, Torv a Parker.